# Machimus krueperi
Machimus krueperi är en tvåvingeart som beskrevs av Becker 1923. Machimus krueperi ingår i släktet Machimus och familjen rovflugor. Inga underarter finns listade i Catalogue of Life.